# Меланохалеа оливковатая
Меланохалеа оливковатая (лат. Melanohalea subolivacea) — вид листоватых лишайников семейства Пармелиевые.

## Таксономия
Лишайник впервые был документирован финским лихенологом Уильямом Нюландером. Типовой образец был найден растущим на горной породе хребта Сан-Гейбриел в Южной Калифорнии на высоте 1500 м над уровнем моря. Лишайник официально описан в 1897 году в публикации американского лихенолога Германна Эдварда Хассе с авторством, приписываемым Нюландеру. Своё название вид получил за сходство с видом Parmelia olivacea, от которого отличается размерами спор 8—9 × 5 мкм. Он был перенесён в 1978 году Тэдом Эсслингером в род Меланелия, а в 2004 году в новый описанный род Меланохалеа.
Молекулярно-филогенетические исследования видов Меланохалеа показывают, что вид Меланохалеа оливковатая тесно связан, но генетически отличается от видов M. clairi и M. mexicana. Эта группа более или менее морфологически похожих видов представляет собой различные эволюционные линии, которые разошлись относительно недавно.

## Описание
Таллом тонкий, приплюснутый, от коричневого до оливково-коричневого цвета, без изидий и соредий. Лопасти шириной 1—4 мм. Нижняя поверхность гладкая, коричневая, прикрепляется к субстрату множеством ризин. Обычно имеется множество апотеций — плоских, дискообразный с тонкими красно-коричневыми краями.

## Среда обитания и распространение
Меланохалеа оливковатая в основном североамериканский вид, обычно растущий на коре лиственных пород, в редких случаях на обработанной древесине. Распространён, чаще, в сухих лесах.